# 佐藤敬夫
佐藤敬夫（日语：／ Satō Takao */?，1935年6月4日—2020年11月9日），日本政治人物。曾任众议院议员。

## 生平
1942年生于秋田县。毕业于成蹊大學政治经济学系。曾任秋田青年会议所理事长、秋田县教育委员、日本青年会议所第25任会长。1986年在秋田1区代表自由民主党成功当选众议院议员。1994年6月退出自由民主党，参与成立新党未来，同年12月并入新进党，曾任“政治改革推进本部”事务总长。1995年辞去议员职务，参加秋田县知事选举，以44%的选票落败。1996年8月重新当选众议院议员。1997年12月新进党解散后，活跃于国民之声和民政黨。1998年4月参与成立民主党，历任民主党国民运动本部长、国会对策委员长、秋田县连代表。2002年加入保守新黨。2003年在众议院选举惨败。2005年复归自由民主党。2020年11月9日在秋田市逝世。